# Skarphed
Skarphed er graden af en ægs evne til at skære eller dele.
Skarphed kan defineres som afstanden mellem æggens (den slebne del af klingen) to sider på en kniv, på det smalleste sted, samt materialets hårdhed. Jo mindre afstanden er, når de to sider mødes, desto bedre er kniven til at skære/dele det materiale, der skæres i.
Udtrykkene "at være skarp" og "skarpsindig" betyder "at kunne gennemskue noget" eller "at kunne finde frem til den optimale løsning på et problem uden at prøve sig frem".
| Fysik | Spire Denne artikel om fysik er en spire som bør udbygges. Du er velkommen til at hjælpe Wikipedia ved at udvide den. |